# Disperse Orange 11
Disperse Orange 11 ist ein Anthrachinonfarbstoff aus der Gruppe der Dispersionsfarbstoffe, der unter anderem im Textilbereich zum Färben verwendet wird.

## Eigenschaften
Disperse Orange 11 ist als krebserregend bekannt und wird im Ökotex Standard 100 gelistet.

## Regulierung
Über den Safe Drinking Water and Toxic Enforcement Act of 1986 besteht in Kalifornien seit 1. Oktober 1989 eine Kennzeichnungspflicht für Produkte, die Disperse Orange 11 enthalten.